# MILLENNIUM GREETING
《MILLENNIUM GREETING》는 V6의 15번째의 싱글이다.

## 해설
- V6의 최초의 맥시 싱글이다.[1]

## 수록곡
1. 野性の花
  - 작사：토모코 마기스, 작곡/편곡：타지마 타카오
  - 멤버 모리타 고 주연 아사히TV계열 드라마 《월하의 기사》 주제가 / 간사이 휴대전화 〈야성의 화〉편 TV-CM 타이업
2. Life goes on
  - 작사/작곡：카타오카 타이시, 편곡：우에노 케이시
  - V6 멤버 전원 출연 버라리어티 TBS계열 《학교에 가자!》 주제곡
3. MY DAYS
4. 작사：모리 타마키, 작곡：Face 2 fake, 편곡：무라야마 신이치로우
  - 후지TV계열 V6 버라이어티 프로그램 《V6의 참모습》, 《마하V6》 주제곡
5. 野性の花(Growing Future Mix)
6. Life goes on(Space Mix)
7. MY DAYS(Plasma Funk Mix)
8. 野性の花(カラオケ)
9. Life goes on(カラオケ)
10. MY DAYS(カラオケ)